# Norodom Monineath
Norodom Monineath Sihanouk (en jemer; នរោត្ដម មុនីនាថ សីហនុ nacida como Paule Monique Izzi, 18 de junio de 1936) es la reina madre de Camboya. Fue reina consorte de 1952 a 1955 y nuevamente de 1993 a 2004, como esposa del rey Norodom Sihanouk. Es la viuda del rey Norodom Sihanouk, con quien se casó en 1952. Su título oficial completo es "Samdech Preah Mahaksatrey Norodom Monineath Sihanouk"(en jémer; សម្តេចព្រះមហាក្សត្រី នរោត្តម មុនិនាថ សីហនុ). La reina también es llamada "Preah Voreakreach Meada Cheat Khmer" (en camboyano: ព្រះវររាជមាតាជាតិខ្មែរ, reina madre).
Su cumpleaños el 18 de junio es un día festivo oficial en Camboya.

## Primeros años y educación
Norodom Monineath nació el 18 de junio de 1936 en Saigón, Indochina francesa. Nació Paule-Monique Izzi, y a veces se la conoce como la reina Monique. Su padre, Jean-François Izzi, era un banquero francés de ascendencia corsa, francesa e italiana, que fue director de Crédit Foncier en Saigón y asesinado en la Segunda Guerra Mundial. Su madre, Pomme Peang, era de Nom Penh.

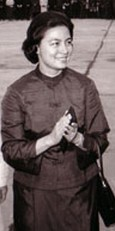
Norodom Monineath Sihanouk en 1972, durante una visita a la República Socialista de Rumania

Estudió en la escuela primaria de Norodom, en la escuela secundaria Sisowath y en el Lycée René Descartes.

## Matrimonio y descendencia
Conoció a Norodom Sihanouk en 1951, cuando le otorgó su primer premio en un concurso de belleza.
Se casaron en privado el 12 de abril de 1952, y por segunda vez, oficialmente, en 5 de marzo de 1955, en ambas ocasiones en el Palacio Jemerín. Se la ha descrito como la íntima confidente de Sihanouk.
El Rey Padre y la Reina Madre tuvieron dos hijos:
- Norodom Sihamoni (n. 14 de mayo de 1953); Se le dio el título de Somdech Krom Khun por Su Majestad el Rey en 1994 y fue Embajador de Camboya ante la UNESCO en París. Él es el actual rey de Camboya.

- Norodom Narindrapong (18 de septiembre de 1954 - 7 de octubre de 2003).[6]

## Exilio
En 1955, su esposo el rey Norom Siha abdicó, pero permaneció a cargo del gobierno del país: en 1960, se convirtió nuevamente en jefe de Estado, pero era conocido como primer ministro y con el título de príncipe. La princesa Monique, como la llamaron durante este período, fue expuesta a algunas críticas tanto de la República Jemer como de los Jemeres Rojos por su vida durante el reinado de Sihanouk en los años sesenta. La propaganda de la República Jemer más tarde la acusaría de haber causado la relación tensa entre Sihanouk y su madre, la popular reina madre Sisowath Kossamak; afirmaron que había aconsejado a Sihanouk que introdujera el impopular casino estatal, que en ese momento se consideraba un símbolo de decadencia nacional, y que ella, su madre y su hermano contribuían a la corrupción al promover a los protegidos a los lucrativos cargos. El Khmer Rouge supuestamente una vez quemó su imagen en efigie por corrupción.
 La princesa Monique se desempeñó como Presidenta de la Cruz Roja de Camboya (CRC) en 1967-1970.
Después del golpe camboyano de 1970, se unió a su esposo en el exilio primero en Beijing en China y luego en Corea del Norte. Como invitados del dictador de este último, un palacio con 60 habitaciones les fue otorgado como residencia durante su estancia. En 1973, Norodom Sihanouk se alió con el Khmer Rouge contra su enemigo común, Lon Nol. La pareja real también hizo una visita al territorio de Khmer Rouge en Camboya antes de regresar a China.
Después de la caída de Nom Pen al Khmer Rouge en abril de 1975, regresó al Palacio Real en Camboya con su esposo, quien fue nombrado jefe de Estado nominal por el Khmer Rouge. A partir de 1976, sin embargo, ambos fueron mantenidos en arresto domiciliario por los Jemeres Rojos. Según informes, fueron sometidos a un programa de reeducación política durante estos años, y al menos 18 miembros de la casa real extendida fueron asesinados. Según se informa, el régimen sugirió que se ejecuten, pero esto fue prevenido por la intervención de China y Corea del Norte.En enero de 1979, Pol Pot permitió que ella y su esposo fueran evacuados de Camboya por los chinos. El plan original era evacuar solo a Sihanouk y a Monineath, pero el propio Pol Pot insistió en que todos los miembros de la casa real deberían tener un lugar en el avión chino.
Norodom Monineath pasó los años siguientes con su esposa como huéspedes estatales de China y Corea del Norte. Se le atribuye haber participado en las negociaciones de paz concertadas entre Sihanouk y Hun Sen por Tong Siv Eng en 1987 y 1988, y se sabe que estuvo presente durante las negociaciones.
En 1991, regresó a Camboya con Sihanouk. El 22 de febrero de 1992, el rey la elevó al rango de Samdech Preah Cheayea. El 24 de septiembre de 1993, fue elevada al rango de Samdech Preah Mohèsey Norodom Monineath de Camboya. El 2 de enero de 1996, el rey la elevó al rango de Samdech Preah Reach Akka Mohèsey Norodom Monineath.
Sihanouk, según se informa, sugirió cambiar la constitución para que sea regente y sucederle en el trono, pero en última instancia, esto no se produjo y, en cambio, optó por abdicar a favor de su hijo.
Monineath habla jemer, francés e inglés. Actualmente es la Presidenta Honoraria de la Cruz Roja de Camboya.

## Patronazgos
- Presidente de Honor de la Cruz Roja de Camboya (Presidente desde 1967 hasta 1970).
- Copresidente del Partido Funcinpec (desde 1989 hasta 1992).

## Distinciones honoríficas

### Nacionales
- Dama Gran Cruz de la Real Orden de Camboya.[1]

### Extranjeras
- China: Medalla de la Amistad (06/11/2020).[12]
- Malasia: 
  - Gran Comendadora Honoraria de la Suprema Orden de la Corona Nacional (1963).[13]
  - Miembro de la Orden de la Corona del Reino (1996).
- Etiopía: Dama Gran Cruz de la Orden de la Reina de Saba (Imperio etíope, 05/04/1968).
- Maliː Dama Gran Cruz de la Orden Nacional de Malí (República de Malí, 1973).[14]